# فرانکو سولیناس
فرانکو سولیناس (ایتالیایی: Franco Solinas؛ ۱۹ ژانویه ۱۹۲۷ – ۱۴ سپتامبر ۱۹۸۲) فیلم‌نامه‌نویس اهل ایتالیا بود.
از فیلم‌هایی که وی در آن‌ها نقش داشته‌است، می‌توان به نبرد الجزیره، سالواتوره جولیانو و مظنون اشاره نمود.